# Hohensteinhütte
Die Hohensteinhütte ist eine Alpenvereinshütte der Kategorie MH der Sektion Hamburg und Niederelbe des Deutschen Alpenvereins. Sie ist eine so genannte Selbstbewirtschaftungshütte und liegt im Mittelgebirge Süntel in der Nähe von Hessisch Oldendorf. Sie verfügt über zwei Schlafräume mit 10 bzw. 14 Lagern, sprich insgesamt 24 Plätze. Sie ist neben der Kansteinhütte eine von zwei Schutzhütten des Deutschen Alpenvereins im Weserbergland und die nördlichste offizielle Hütte des DAV im deutschen Mittelgebirgsraum.
Die Sektion Hameln des DAV verkaufte 1984 die Hütte an die Sektion Hamburg des DAV. Die Hütte liegt in 136 m ü. NHN Höhe im Kletter-, Wander- und Freizeitgebiet „Hohenstein“ im Weserbergland. Das Klettergebiet Hohenstein ist von der Hütte in ca. 25 Minuten zu Fuß erreichbar. Über die Bundesstraße 83 in Richtung Minden ist man von der Hütte schnell in den Gebieten des Wesergebirges. Von der Hütte lässt sich theoretisch das gesamte Süntel-, Weser- und Wiehengebirge, lediglich unterbrochen vom Durchbrüchen der Weser bei Porta Westfalica, Großen Aue und Hunte, erwandern.
Der namensstiftende Fels Hohenstein in der näheren Umgebung weist die höchsten Felswände in der Region auf. Diese ragen bis zu 50 Meter auf und stellen eine Besonderheit dar, da sie aus zwei verschiedenen, übereinander liegenden Gesteinsschichten aufgebaut sind.